# 卜士礼

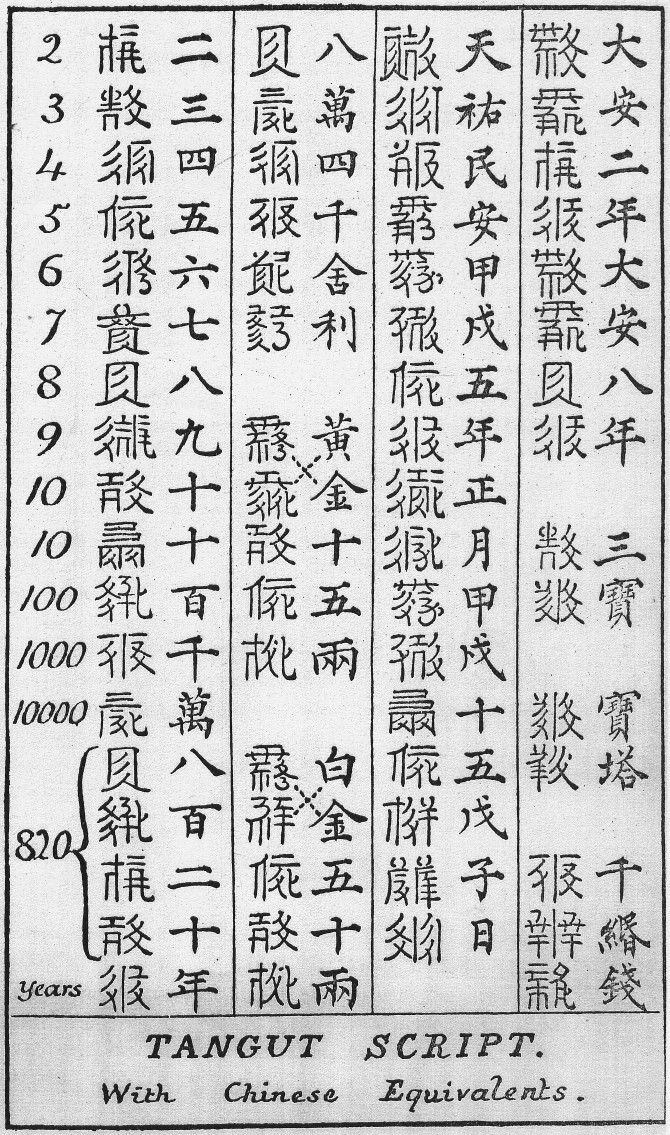
卜士礼破解的37个西夏文字

卜士礼，CMG，MD（英語：Stephen Wootton Bushell，1844年7月28日—1908年9月19日），英国医生、东方学家，在中国陶器、钱币学、西夏文解读等方面都有贡献。

## 生平
卜士礼出生于英国肯特郡，曾就读于唐桥井中学（Tunbridge Wells School）与齐格威尔中学（Chigwell School）。后毕业于伦敦大学盖伊医学院（Guy's Hospital Medical School），期间学习过有机化学与中药学、生物学、地质学与古生物学、医学与接生、法医学等。1866年毕业后在盖伊医院任住院外科医生，次年又任贝特莱姆皇家医院（Bethlem Royal Hospital）驻院医生（resident medical officer）。1868年获伦敦大学医学士学位。
1868年1月，卜士礼在雒魏林推荐下，前往北京担任英国驻华使馆医师，并兼任京师同文馆医学教习。他在中国居住长达32年，期间不仅精通中文，还撰写了许多关于中国艺术、钱币学、地理、历史等方面的论文。1900年退休后回到英国，此后出版了《中国美术》（Chinese Art，1905年－1906年）、《中国瓷器》（Chinese Porcelain，1908年）、《中国陶瓷图说》（Description of Chinese Pottery and Porcelain，1910年）等著作。1908年在英国米德塞克斯逝世。